# Fatih Erkoç

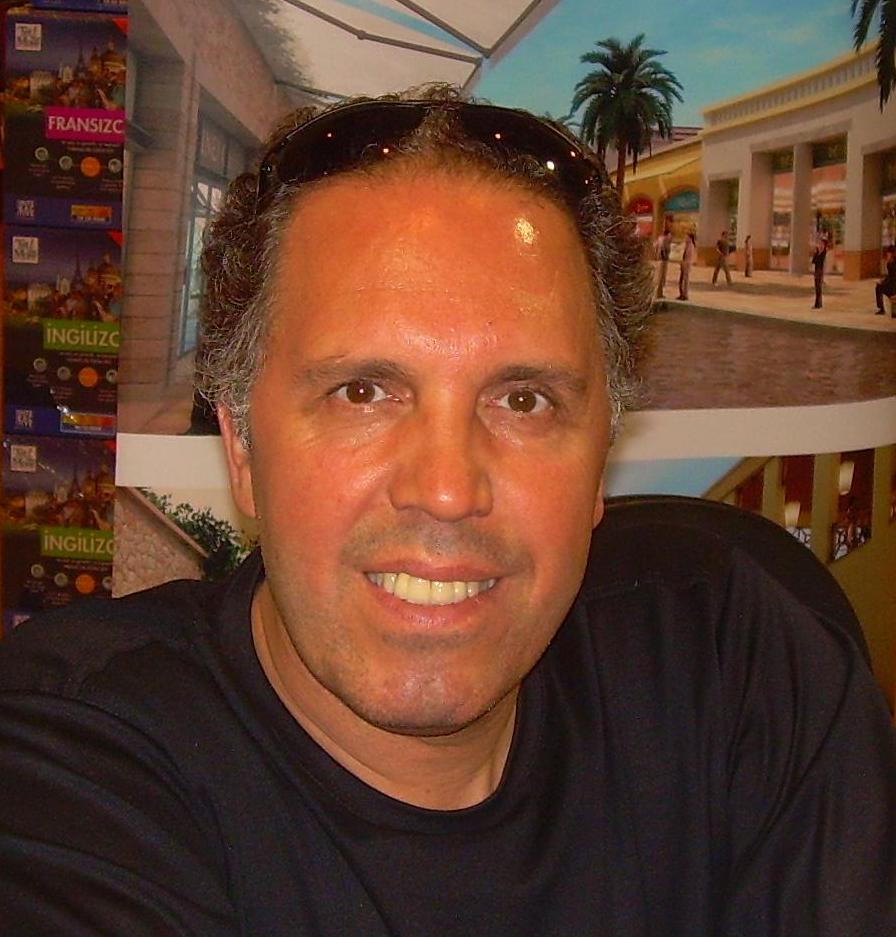
Fatih Erkoç (2007)

Mehmet Fatih Erkoç (* 7. April 1953 in Istanbul) ist ein türkischer Jazz- und Popmusiker (Posaune, Gesang, weitere Instrumente, Komposition).

## Leben und Wirken
Erkoç wuchs in einer Musikerfamilie auf; sein Vater Hasan Erkoç, der Oud-Spieler war, schenkte ihm im Alter von drei Jahren eine Geige. Sieben Jahre lang erhielt er Posaunen-, Klavier- und Bass-Unterricht am Städtischen Konservatorium in Istanbul. Noch vor seinem Abschluss wurde er Mitglied im İstanbul Gelişim, einem sehr populären Orchester der damaligen Zeit, mit dem auch das Album Nihayet entstand. Kurzzeitig war er 1971 auch als Posaunist im Staatlichen Sinfonieorchester Istanbul tätig. Außerdem spielte er Jazz mit Özdemir Erdoğan und mit Erol Pekcan. 1975 zog er nach Norwegen, um von dort aus in Skandinavien in verschiedenen Musikrichtungen aufzutreten.
Nach seiner Rückkehr in die Türkei im Jahr 1986 gewann Erkoç mit seinem Lied „Yol verin a dostlar“ den ersten Preis beim ersten Golden Pigeon Song Contest in Kuşadası. Sein erstes Soloalbum „Yol Verin A Dostlar“ wurde 1988 veröffentlicht. Er arbeitete sechs Jahre lang als Posaunist und Sänger für das TRT Hafif Müzik ve Caz Orkestrası. Für TRT produzierte er auch eine Musiksendung namens „Yankılar“.
In den Jahren 1987 bis 1991 sowie 1995 nahm er jeweils an den türkischen Vorentscheidungen zum Eurovision Song Contest teil.
In den 1990er Jahren baute Erkoç mit seinen Alben Ellerim bomboş (1992), Penceremden gökyüzüne (1993), Sana deliyim (1994) und Kardelen (1996) seine Position in der Popmusik weiter aus. Nach einer sechsjährigen Pause, die auf sein Album Vefasız folgte, veröffentlichte der Künstler 2005 sein Album Beklenen. Im Jahr 2007 erschien das Album Kör randevu mit einigen seiner beliebtesten Popsongs in neuen Arrangements.
Auf seinem Doppelalbum Babamdan miras (2012) interpretierte Erkoç türkische Kunstmusik. 2016 veröffentlichte er sein Jazzalbum True Love zusammen mit Ercüment Orkut am Klavier, Kağan Yıldız am Kontrabass und Ferit Odman am Schlagzeug. Weiterhin steuerte er seine Eigenkomposition „As Long as You’re Here with Me“ zum Jazzalbum My Best Friends Are Vocalists von Ozan Musluoğlu bei. Die Istanbul Foundation for Culture and Arts hat ihm 2017 auf dem Istanbul International Jazz Festival für seine Verdienste um den Jazz in der Türkei ihren Lifetime Achievement Award verliehen. Nach einer Krebserkrankung erschien 2018 sein Album 5. Boyut.
Sein jüngerer Bruder Sinan Erkoç ist ebenfalls als Sänger tätig.

## Diskografie
- Yol verin a dostlar (1987)
- Ellerim bomboş (1992)
- Penceremden gökyüzüne (1993)
- Sana deliyim (1994)
- Kardelen (1996)
- Korkmazdım REMIX (1998)
- Vefasız (1999)
- Fatih Erkoç klasikleri (Kompilation 2002)
- Beklenen (2005)
- Kör randevu/Collection (2007)
- Fatih Erkoç & Kerem Görsev Trio: The Lady from İstanbul (2009)
- Seher Yeli (2010)
- Yanında her kimse (2011)
- Babamdan miras (2012)
- Çocuk şarkıları (2014)
- True Love (2016)
- 5. Boyut (2018)

EPs
- Boşu boşuna (2015)